# Naturreservat Les Gurles/Les Communs de Maules

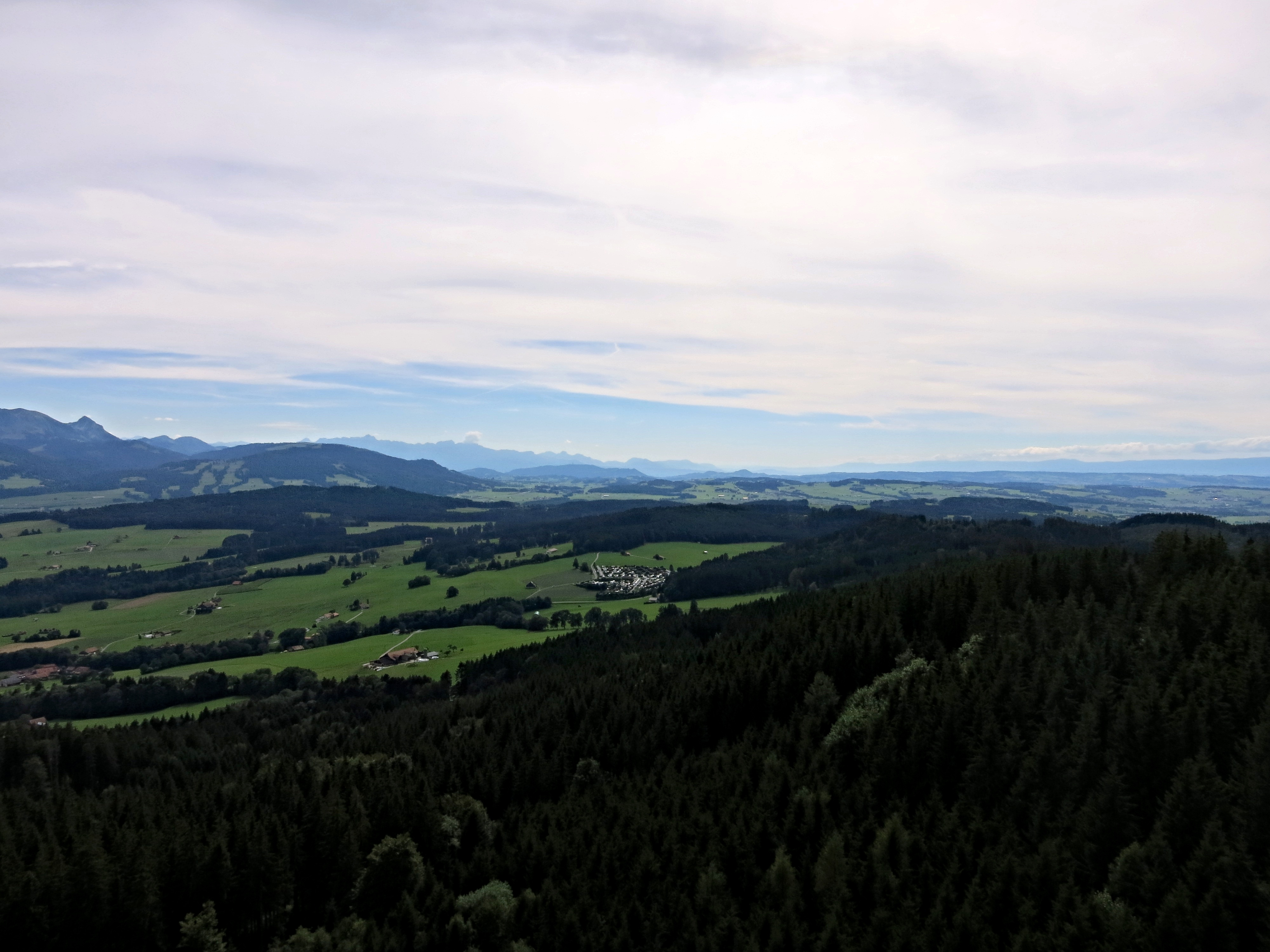
Blick vom Sendeturm des Gibloux gegen Südwesten; Lage des Schutzgebiets auf dem Geländesattel links oberhalb des Campingplatzes.

Das Naturreservat «Les Gurles/Les Communs de Maules» ist ein Naturschutzgebiet im Kanton Freiburg. Die Naturlandschaft umfasst ein Flachmoor sowie ein Hochmoor von nationaler Bedeutung. Es gehört zum Areal der Landschaft von kantonaler Bedeutung Lac de la Gruyère.
Das Gebiet gilt als Feuchtgebiet-Geotop. Es wurde im Jahr 1991 in das schweizerische Verzeichnis der Hoch- und Übergangsmoore von nationaler Bedeutung aufgenommen und ist seit 1996 im Bundesinventar der Moorlandschaften von besonderer Schönheit und von nationaler Bedeutung verzeichnet.

## Lage

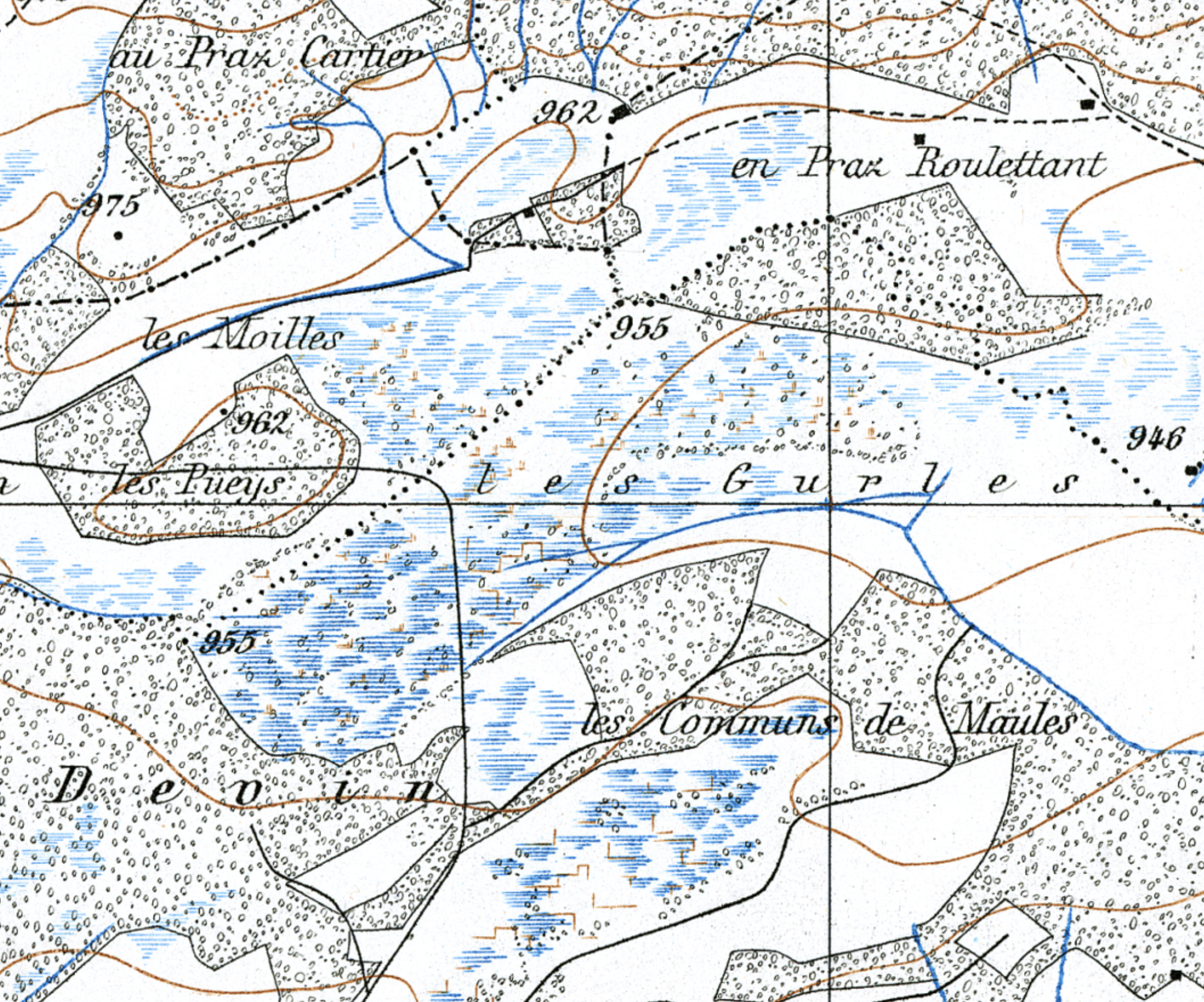
Kartografie der Moorlandschaft im frühen 20. Jahrhundert (Ausschnitt aus der Siegfriedkarte)

Das Naturschutzgebiet liegt auf rund 950 m ü. M. in der Hügellandschaft des Gibloux westlich von Bulle im Gebiet der freiburgischen Gemeinden Sâles und Marsens. Es gehört zur Umgebung des Dorfes Maules. Der Flurname Gurles (auf den neueren Landeskarten in dialektaler Schreibweise I Gurlè) ist vom frankoprovenzalischen Grundwort gurla abgeleitet und bezeichnet ein Sumpfgebiet. Der Ausdruck Communs de Maules bedeutet auf Deutsch «Allmende von Maules» und bezeichnet demnach altes gemeinschaftliches Weideland.
Die Topographie hat einen glazialmorphologischen Charakter. Auf der Anhöhe bei Gurles bildet ein langer Geländesattel eine weite, flache Mulde mit einem ausgedehnten Moorgebiet, das sowohl gegen Westen wie auch gegen Osten entwässert wird; beide Seiten des Berges liegen im Flussgebiet der Saane. Nach Sâles fliesst der Ruisseau des Roubattes, ein Quellbach der Neirigue, die der bedeutendste Nebenfluss der Glâne ist. Gegen Osten fliesst der Gérigno (auch Gérignoz geschrieben) aus dem Hochmoor und mündet nach einem Lauf von acht Kilometern bei Vuippens in den Greyerzersee.
Das Moorgebiet von Gurles hat eine Fläche von mehr als 200 Hektaren. Darin befinden sich mehrere offene Wasserflächen, von denen der Etang de Maules (oder Etang du Devin) der grösste ist. Er ist ebenso wie der Etang des Bugnons für Wasservögel wertvoll.
Der östliche Abschnitt der Landschaft befindet sich auf dem Gebiet der Gemeinde Marsens. Hier liegt der kleine See Etang des Bugnons, der unmittelbar an die Moorfläche anschliesst. Die grosse Hochebene östlich des Sees war früher teilweise ebenfalls vom Hochmoor bedeckt, wie auf älteren Landeskarten zu sehen ist, und dient jetzt nach der Entwässerung als Weidegebiet.
Einen halben Kilometer südlich vom grösseren Moorareal liegt auf einer höher gelegenen bewaldeten Terrasse das Moorgebiet der Communs de Maules. Dieses Biotop hat eine Fläche von etwa neun Hektaren.
Die Moorlandschaft ist als Lebensraum für Amphibien und andere Tiere günstig, weil sie zwischen ausgedehnten Waldgebieten liegt und es in der näheren Umgebung weder grosse Verkehrswege noch intensiv bebaute Landwirtschaftzszonen gibt.

## Geschichte
Im Hochmoor wurde im 20. Jahrhundert intensiv Torf abgebaut, um Brennmaterial und Torfmull zu gewinnen. In der Mitte des 20. Jahrhunderts untersuchte Werner Lüdi, Direktor des Geobotanischen Forschungsinstituts Rübel in Zürich, die Moore des Kantons Freiburg. Auf seine Veranlassung bot die naturwissenschaftliche Gesellschaft Freiburg der Gemeinde Sâles den Ankauf eines noch gut erhaltenen Moorgebiets bei Gurles an; der Kauf kam wegen des hohen Grundstückpreises nicht zustande. Auf den Kauf der Fläche nördlich von Gurles verzichtete die Gesellschaft damals, «car d’après l’enquête du Dr Ludi, il n’y a pour ainsi dire plus rien à protéger» Im Jahr 1964 machte die freiburgische Naturschutzkommission erneut auf die Schutzwürdigkeit des Gebiets aufmerksam. Doch noch bis um 1978 wurde im Gebiet Torf gestochen. Danach diente die Naturfläche der Schweizer Luftwaffe für Schiessübungen. Wegen des Torfstichs und der Entwässerung breitete sich auf vielen Stellen der ursprünglichen Hochmoorbereiche Gehölz aus; in beim Torfabbau entstandenen Senken liegen heute die kleinen Weiher. Seit dem Erlass von Schutzbestimmungen ist der Wasserhaushalt im Gebiet mit baulichen und forstlichen Massnahmen korrigiert worden, so dass sich das Moor langsam wieder regenerieren kann.
Das Moor ist für Besuchende, denen die Tourismuswerbung des Bezirks Grayerz den Ort als sehenswertes Naturlandschaft vorstellt, mit einer Holzpasserelle zugänglich gemacht. Im Winter durchqueren Langlaufpisten das Schutzgebiet.